# Abdulmalik Sanusi
Abdulmalik Sanusi (Nigeria, 12 de mayo de 2001) es un futbolista nigeriano que juega en la posición de defensa y su equipo actual es el Katsina United de la Liga Premier de Nigeria.

## Trayectoria
En el 2019 fue fichado por el Katsina United.

## Selección nacional
Sanusi fue convocado el 4 de julio de 2021 para disputar el partido amistoso frente a México.

## Clubes

### Estadísticas
| Club                   | Div.          | Temporada     | Liga  | Liga  | Copas nacionales | Copas nacionales | Torneos internacionales | Torneos internacionales | Total | Total |
| Club                   | Div.          | Temporada     | Part. | Goles | Part.            | Goles            | Part.                   | Goles                   | Part. | Goles |
| ---------------------- | ------------- | ------------- | ----- | ----- | ---------------- | ---------------- | ----------------------- | ----------------------- | ----- | ----- |
| Katsina United Nigeria | 1.ª           | 2020-21       | 21    | 0     | 0                | 0                | 0                       | 0                       | 21    | 0     |
| Katsina United Nigeria | Total club    | Total club    | 21    | 0     | 0                | 0                | 0                       | 0                       | 21    | 0     |
| Total carrera          | Total carrera | Total carrera | 21    | 0     | 0                | 0                | 6                       | 0                       | 21    | 0     |